# Leopold Prowe
Leopold Friedrich Prowe (ur. 14 października 1821 w Toruniu, zm. 27 września 1887 tamże) – niemiecki historyk, nauczyciel Gimnazjum Akademickiego, badacz życiorysu Mikołaja Kopernika.
Studiował filologię na Uniwersytecie w Lipsku. W 1843 roku podjął pracę nauczyciela w jednej z miejscowych gimnazjów.
W 1873 roku w Berlinie ukazała się praca pt. Monumenta Copernicana. Festgabe zum 19 Februar 1873 von Leopold Prowe, stanowiąca zbiór pism i listów Mikołaja Kopernika, z komentarzem Prowego. Prowe pomagał również przy wydaniu nowego wydania De revolutionibus orbium coelestium, które ukazało się w styczniu 1873 roku w Lipsku. W latach 1882–1884 ukazała się monografia Nicolaus Coppernicus, będąca pierwszą niemiecką monografią naukową Mikołaja Kopernika. W swoich pracach twierdził, że Kopernik był narodowości niemieckiej. W wydawanym przez Coppernicus-Verein für Wissenschaft und Kunst czasopiśmie naukowym Mitteilungen zaproponował, by nazwisko Kopernika („Copernicus”) było pisane przez podwójne „p”. Podczas uroczystości z okazji 400-lecia urodzin Mikołaja Kopernika wygłosił przemówienie, gdzie przedstawił Kopernika jako prekursora walki o wolności myśli i prowadzenia badań naukowych. Zaznaczył, że naturalnymi następcami Kopernika byli uczeni Johannes Kepler i Alexander von Humboldt oraz cesarz Wilhelm I Hohenzollern, który ograniczył nadzór religii nad nauką.
Obok studiów poświęconych życiu i pracy Kopernika, zajmował się historią Warmii.
Jest jednym z założycieli powstałego w 1854 roku w Toruniu towarzystwa naukowego Coppernicus-Verein für Wissenschaft und Kunst. W latach 1853–1865 pełnił funkcję sekretarza towarzystwa, w latach 1865–1870 wiceprezesa, w latach 1870–1887 prezesa. Jako prezes przyczynił się do zwiększenia zainteresowania działalnością towarzystwa przez ludność niemiecką mieszkającą w Toruniu. Wzrost zainteresowania wynikał również ze zbliżającej się 400. rocznicy urodzin Mikołaja Kopernika. Prezesem towarzystwa był aż do śmierci dnia 26 września 1887 roku. Jego następcą został Karl Boethke.